# Gotthardmassief

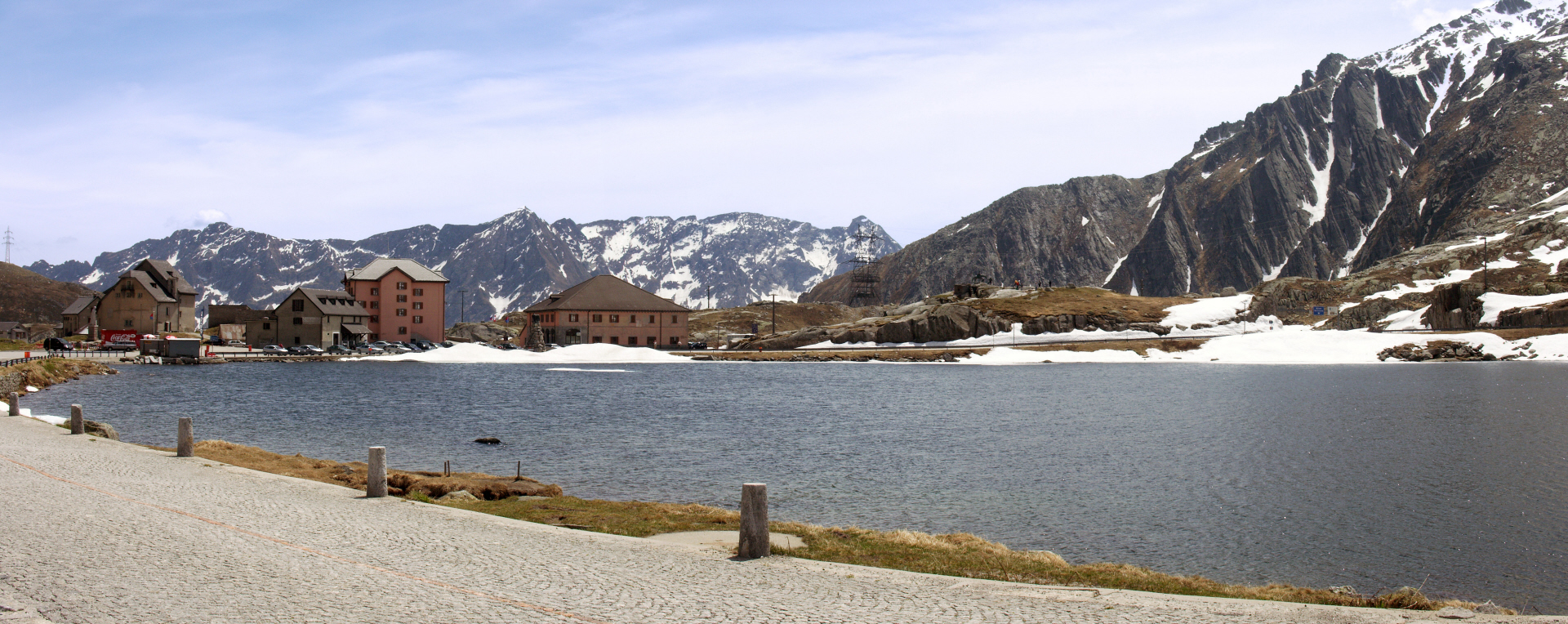
Lago della piazza aan de Gotthardpas

Het Gotthardmassief is een gebergtemassief in de Lepontische Alpen dat op de grens van de Zwitserse kantons Graubünden, Tessin, Wallis en Uri ligt. Het dankt zijn naam aan de Gotthardpas.

## Locatie
Er bestaan verschillende definities naar verschillende bronnen.  Een veel gehanteerde indeling van de bergtoppen, gebergtes, massieven en gebergtegroepen van de Alpen is deze volgens "Gliederung nach Carl Diener" uit 1891. Diener hanteerde trouwens de term Gotthardgroep voor dit massief. Andere indelingen zijn de "Suddivisione Orografica Internazionale Unificata del Sistema Alpino (SOIUSA)" van de Italiaanse Sergio Marazzi, en de indeling volgens de Zwitserse Alpenclub.
Door het Gotthardmassief voert in noord-zuidelijke richting de Gotthardpas (2108 m). De noordelijke grens van het massief wordt in de westelijke uitloper gevormt door het hoge Rhônedal (of Rottendal), ook Goms genoemd, de Furkapas (2431 m), het Urserental voor het grootste noordelijk deel met de bedding van de Furkareuss, Reuss, en de Oberalpreuss doorheen Urseren, de Oberalppas (2044 m), de Surselva langs de Voor-Rijn tot Disentis/Mustér waar de Medelser Rijn uitmondt in de Voor-Rijn.  De oostelijke grens van het Gotthardmassief wordt gevormd door de Val Medel, de Lukmanierpas (1984 m) en de valleien van de Brenno del Lucomagno en de Brenno (de Valle di Blennio), de zuidelijke grens wordt gedefinieerd door de Valle Leventina, de vallei van de Ticino en de Valle Bedretto en de Nufenenpas (2478 m), de westelijke begrenzing is het korte Ägenetal.
Het Gotthardmassief (of Gotthardgroep volgens Diener) wordt omgeven door de Urner Alpen in het noorden, de Glarner Alpen in het noordoosten; de Adula-Alpen in het oosten, de Tessiner Alpen in het zuiden en de Leonegroep en de Berner Alpen in het westen.
Woonkernen op de grens van het Gotthardmassief zijn Oberwald, Realp, Andermatt, Disentis/Mustér, Olivone, Biasca, Giornico, Faido, Airolo en Bedretto. Centraal in het massief is er slechts beperkte bewoning.

## Toppen in het Gotthardmassief
De hoogste toppen zijn:
- de Pizzo Rotondo (3.192 m) in het zuidwesten
- de Pizzo Gallina (3.061 m) in het zuidwesten
- de Pizzo Centrale (2.999 m) centraal
- de Piz Blas (3.019 m) in het oosten
- de Piz Gannaretsch (3.040 m) in het noordoosten

Een berg met de naam Gotthard bestaat echter niet.

## Waterscheidingen in het Gotthardmassief
Gelijktijdig verloopt de Europese waterscheiding van de Noordzee, de Middellandse Zee en de Zwarte Zee door het Gotthardmassief. In of aan de grens van het Gotthardmassief ontspringen een van beide bronnen van de Rijn, te weten de Vorderrhein alsook de Rhône, de Reuss en de Ticino.

## Tunnels door het massief
- Gotthardtunnel
- Gotthard-wegtunnel
- Gotthard-basistunnel
- Furka-basistunnel

## Citaat
Es schwebt eine Brücke, hoch über den Rand

Der furchtbaren Tiefe gebogen,  

Sie ward nicht erbauet von Menschenhand,  

Es hätte sichs keiner verwogen,  

Der Strom braust unter ihr spat und früh,  

Speit ewig hinauf und zertrümmert sie nie.  

Es öffnet sich schwarz ein schauriges Tor,  

Du glaubst dich im Reiche der Schatten,  

Da tut sich ein lachend Gelände hervor,  

Wo der Herbst und der Frühling sich gatten,  

Aus des Lebens Mühen und ewiger Qual  

Möcht ich fliehen in dieses glückselige Tal.  

Vier Ströme brausen hinab in das Feld,  

Ihr Quell, der ist ewig verborgen,  

Sie fließen nach allen vier Straßen der Welt,  

Nach Abend, Nord, Mittag und Morgen,  

Und wie die Mutter sie rauschend geboren,  

Fort fliehn sie und bleiben sich ewig verloren.  

Uit het Berglied van Friedrich Schiller   (1804)